# SRRM1
SRRM1‏ (Serine and arginine repetitive matrix 1) هوَ بروتين يُشَفر بواسطة جين SRRM1 في الإنسان.

## التفاعل
لقد ثبت أن SRRM1 يتفاعل مع CDC5L.